# Protocalliphora occidentalis
Protocalliphora occidentalis är en tvåvingeart som beskrevs av Whitworth 2003. Protocalliphora occidentalis ingår i släktet Protocalliphora och familjen spyflugor. Inga underarter finns listade i Catalogue of Life.